# Liga das Nações de Voleibol Feminino de 2021
A Liga das Nações de Voleibol Feminino de 2021 foi a terceira edição do torneio anual promovido pela Federação Internacional de Voleibol (FIVB).
As finais estavam previstas para serem disputadas em Nanquim, na China, mas por conta da pandemia de COVID-19 e o consequente cancelamento da edição de 2020, a competição retornou no formato de bolha, acontecendo em uma única cidade tanto nas fases preliminares quanto nas finais devido as restrições impostas em diversos países. Em 12 de março de 2021, Rimini na Itália foi definida como a nova sede da competição, que pela primeira vez também foi disputada no mesmo lugar que o torneio masculino.
A seleção dos Estados Unidos era a atual bicampeã do torneio e chegou a final da competição pela terceira edição consecutiva. Como em 2019, novamente enfrentou o Brasil e conquistou o terceiro título ao vencer por 3 sets a 1. A ponteira norte-americana Michelle Bartsch-Hackley foi eleita a melhor jogadora da competição.

## Participantes
Segue-se o quadro com as dezesseis seleções qualificadas para a Liga das Nações, em sua terceira edição.
Em 12 de maio de 2021, a Tailândia anunciou a desistência devido a confirmação de 22 casos de COVID-19 em sua delegação. Mas, em 13 de maio a FIVB decidiu dar uma "exceção especial" para que fossem realizadas mudanças na lista de inscrições.
| Qualificação         | Qualificadas         |
| -------------------- | -------------------- |
| Equipes obrigatórias | Alemanha             |
| Equipes obrigatórias | Brasil               |
| Equipes obrigatórias | China                |
| Equipes obrigatórias | Coreia do Sul        |
| Equipes obrigatórias | Estados Unidos       |
| Equipes obrigatórias | Itália               |
| Equipes obrigatórias | Japão                |
| Equipes obrigatórias | Países Baixos        |
| Equipes obrigatórias | Rússia               |
| Equipes obrigatórias | Sérvia               |
| Equipes obrigatórias | Tailândia            |
| Equipes obrigatórias | Turquia              |
| Equipes desafiantes  | Bélgica              |
| Equipes desafiantes  | Canadá               |
| Equipes desafiantes  | Polônia              |
| Equipes desafiantes  | República Dominicana |

## Fórmula de disputa
Fase preliminar
As dezesseis seleções participantes foram divididas em dois pontos de qualificação, sendo estes o das equipes consideradas "principais" (doze) e as "desafiantes" (quatro). Excepcionalmente nessa edição, as seleções se enfrentaram em uma sede única, totalizando três jogos por semana ao longo de cinco semanas. As quatro primeiras colocadas no geral classificaram-se para a fase final. Nessa edição não houve rebaixados devido ao cancelamento da Challenger Cup em 2021.
Fase final
Para essa edição, as quatro melhores colocadas na fase preliminar disputaram o final four em cruzamento olímpico (1º vs. 4º, 2º vs. 3º), no qual as perdedoras das semifinais disputaram o terceiro lugar e as vencedoras jogaram pelo título.

## Calendário
| Fase            | Data                  | Local                        | Cidade |
| --------------- | --------------------- | ---------------------------- | ------ |
| Primeira semana | 25–27 de maio         | Rimini Fiera – Quadras 1 e 2 | Rimini |
| Segunda semana  | 31 de maio–2 de junho | Rimini Fiera – Quadras 1 e 2 | Rimini |
| Terceira semana | 6–8 de junho          | Rimini Fiera – Quadras 1 e 2 | Rimini |
| Quarta semana   | 12–14 de junho        | Rimini Fiera – Quadras 1 e 2 | Rimini |
| Quinta semana   | 18–20 de junho        | Rimini Fiera – Quadras 1 e 2 | Rimini |
| Fase final      | 24–25 de junho        | Rimini Fiera – Quadra 1      | Rimini |

## Critérios de classificação nos grupos
1. Número de vitórias;
2. Pontos;
3. Razão de sets;
4. Razão de pontos;
5. Resultado da última partida entre os times empatados.

- Placar de 3–0 ou 3–1: 3 pontos para o vencedor, nenhum para o perdedor;
- Placar de 3–2: 2 pontos para o vencedor, 1 para o perdedor.[8]

## Fase preliminar
|  | Equipes classificadas para a fase final |

|     |                      |     | Jogos | Jogos | Jogos | Resultados | Resultados | Resultados | Resultados | Resultados | Resultados | Sets | Sets | Sets  | Pontos | Pontos | Pontos |
| Pos | Equipe               | Pts | T     | V     | D     | 3–0        | 3–1        | 3–2        | 2–3        | 1–3        | 0–3        | V    | P    | R     | V      | P      | R      |
| --- | -------------------- | --- | ----- | ----- | ----- | ---------- | ---------- | ---------- | ---------- | ---------- | ---------- | ---- | ---- | ----- | ------ | ------ | ------ |
| 1   | Estados Unidos       | 42  | 15    | 14    | 1     | 10         | 4          | 0          | 0          | 0          | 1          | 42   | 7    | 6,000 | 1199   | 931    | 1.288  |
| 2   | Brasil               | 40  | 15    | 13    | 2     | 9          | 4          | 0          | 1          | 1          | 0          | 42   | 10   | 4.200 | 1251   | 954    | 1.311  |
| 3   | Japão                | 33  | 15    | 12    | 3     | 6          | 3          | 3          | 0          | 0          | 3          | 36   | 18   | 2,000 | 1245   | 1113   | 1.119  |
| 4   | Turquia              | 30  | 15    | 11    | 4     | 5          | 3          | 3          | 0          | 4          | 0          | 37   | 21   | 1.762 | 1304   | 1237   | 1.054  |
| 5   | China                | 30  | 15    | 10    | 5     | 6          | 2          | 2          | 2          | 1          | 2          | 35   | 21   | 1.667 | 1254   | 1152   | 1.089  |
| 6   | República Dominicana | 29  | 15    | 9     | 6     | 3          | 5          | 1          | 3          | 1          | 2          | 34   | 25   | 1.360 | 1319   | 1306   | 1.010  |
| 7   | Países Baixos        | 25  | 15    | 9     | 6     | 4          | 2          | 3          | 1          | 1          | 4          | 30   | 26   | 1.154 | 1265   | 1219   | 1.038  |
| 8   | Rússia               | 24  | 15    | 8     | 7     | 5          | 1          | 2          | 2          | 2          | 3          | 30   | 26   | 1.154 | 1210   | 1180   | 1.025  |
| 9   | Bélgica              | 19  | 15    | 8     | 7     | 1          | 1          | 6          | 1          | 1          | 5          | 27   | 34   | 0.794 | 1282   | 1333   | 0.962  |
| 10  | Alemanha             | 16  | 15    | 5     | 10    | 4          | 0          | 1          | 2          | 3          | 5          | 22   | 32   | 0.688 | 1167   | 1224   | 0.953  |
| 11  | Polônia              | 15  | 15    | 5     | 10    | 2          | 0          | 3          | 3          | 3          | 4          | 24   | 36   | 0.667 | 1309   | 1335   | 0.981  |
| 12  | Itália               | 16  | 15    | 4     | 11    | 2          | 2          | 0          | 4          | 4          | 3          | 24   | 35   | 0.686 | 1282   | 1347   | 0.952  |
| 13  | Sérvia               | 14  | 15    | 4     | 11    | 1          | 3          | 0          | 2          | 3          | 6          | 19   | 36   | 0.528 | 1115   | 1274   | 0.875  |
| 14  | Canadá               | 11  | 15    | 3     | 12    | 1          | 1          | 1          | 3          | 2          | 7          | 17   | 39   | 0.436 | 1094   | 1309   | 0.836  |
| 15  | Coreia do Sul        | 10  | 15    | 3     | 12    | 0          | 2          | 1          | 2          | 3          | 7          | 16   | 40   | 0.400 | 1157   | 1298   | 0.891  |
| 16  | Tailândia            | 6   | 15    | 2     | 13    | 1          | 1          | 0          | 0          | 5          | 8          | 11   | 40   | 0.275 | 983    | 1224   | 0.803  |

Nota: Polônia ficou na frente do Itália pelo número de vitórias (5 contra 4).
- As partidas seguem o horário local (UTC+2).

### Semana 1
| Data   | Hora  |                      | Placar |                      | Set 1 | Set 2 | Set 3 | Set 4 | Set 5 | Total   | Relatório |
| ------ | ----- | -------------------- | ------ | -------------------- | ----- | ----- | ----- | ----- | ----- | ------- | --------- |
| 25 mai | 10:00 | Países Baixos        | 3–0    | Bélgica              | 25–21 | 25–19 | 25–18 | –     | –     | 75–58   | Relatório |
| 25 mai | 12:00 | Turquia              | 3–2    | Sérvia               | 25–21 | 18–25 | 25–23 | 22–25 | 16–14 | 106–108 | Relatório |
| 25 mai | 13:00 | Alemanha             | 0–3    | Rússia               | 21–25 | 22–25 | 19–25 | –     | –     | 62–75   | Relatório |
| 25 mai | 15:20 | Japão                | 3–0    | Tailândia            | 25–15 | 25–17 | 25–16 | –     | –     | 75–48   | Relatório |
| 25 mai | 16:00 | China                | 3–1    | Coreia do Sul        | 23–25 | 25–19 | 25–19 | 25–18 | –     | 98–81   | Relatório |
| 25 mai | 18:00 | República Dominicana | 0–3    | Estados Unidos       | 20–25 | 21–25 | 12–25 | –     | –     | 53–75   | Relatório |
| 25 mai | 19:00 | Itália               | 2–3    | Polônia              | 22–25 | 25–22 | 25–20 | 22–25 | 15–17 | 109–109 | Relatório |
| 25 mai | 21:00 | Brasil               | 3–1    | Canadá               | 23–25 | 25–11 | 25–9  | 25–14 | –     | 98–59   | Relatório |
| 26 mai | 10:00 | Países Baixos        | 2–3    | Alemanha             | 25–18 | 18–25 | 30–28 | 23–25 | 12–15 | 108–111 | Relatório |
| 26 mai | 12:00 | Tailândia            | 1–3    | Coreia do Sul        | 25–15 | 13–25 | 18–25 | 17–25 | –     | 73–90   | Relatório |
| 26 mai | 13:15 | China                | 0–3    | Japão                | 13–25 | 19–25 | 17–25 | –     | –     | 49–75   | Relatório |
| 26 mai | 15:00 | Bélgica              | 2–3    | Rússia               | 25–23 | 25–21 | 19–25 | 19–25 | 8–15  | 96–109  | Relatório |
| 26 mai | 16:00 | Sérvia               | 3–1    | Polônia              | 20–25 | 25–17 | 25–16 | 25–21 | –     | 95–79   | Relatório |
| 26 mai | 18:15 | Brasil               | 3–0    | República Dominicana | 25–20 | 25–13 | 25–17 | –     | –     | 75–50   | Relatório |
| 26 mai | 19:00 | Turquia              | 3–0    | Itália               | 25–13 | 25–23 | 25–16 | –     | –     | 75–52   | Relatório |
| 26 mai | 21:00 | Estados Unidos       | 3–0    | Canadá               | 26–24 | 25–15 | 25–10 | –     | –     | 76–49   | Relatório |
| 27 mai | 10:00 | Alemanha             | 3–0    | Bélgica              | 25–20 | 25–19 | 25–13 | –     | –     | 75–52   | Relatório |
| 27 mai | 12:00 | Rússia               | 1–3    | Países Baixos        | 14–25 | 22–25 | 25–23 | 20–25 | –     | 81–98   | Relatório |
| 27 mai | 13:00 | Coreia do Sul        | 0–3    | Japão                | 18–25 | 18–25 | 25–27 | –     | –     | 61–77   | Relatório |
| 27 mai | 15:00 | Canadá               | 1–3    | República Dominicana | 17–25 | 24–26 | 30–28 | 16–25 | –     | 87–104  | Relatório |
| 27 mai | 16:00 | China                | 3–0    | Tailândia            | 25–15 | 25–15 | 25–23 | –     | –     | 75–53   | Relatório |
| 27 mai | 18:00 | Polônia              | 1–3    | Turquia              | 23–25 | 27–25 | 23–25 | 20–25 | –     | 93–100  | Relatório |
| 27 mai | 19:30 | Brasil               | 1–3    | Estados Unidos       | 17–25 | 19–25 | 25–23 | 22–25 | –     | 83–98   | Relatório |
| 27 mai | 21:00 | Sérvia               | 3–1    | Itália               | 25–18 | 23–25 | 26–24 | 25–20 | –     | 99–87   | Relatório |

### Semana 2
| Data   | Hora  |                      | Placar |                      | Set 1 | Set 2 | Set 3 | Set 4 | Set 5 | Total   | Relatório |
| ------ | ----- | -------------------- | ------ | -------------------- | ----- | ----- | ----- | ----- | ----- | ------- | --------- |
| 31 mai | 10:00 | Tailândia            | 0–3    | Países Baixos        | 20–25 | 9–25  | 18–25 | –     | –     | 47–75   | Relatório |
| 31 mai | 12:00 | Bélgica              | 3–2    | República Dominicana | 31–33 | 19–25 | 25–20 | 25–16 | 15–11 | 115–105 | Relatório |
| 31 mai | 13:00 | China                | 3–2    | Alemanha             | 20–25 | 19–25 | 27–25 | 25–21 | 15–9  | 106–105 | Relatório |
| 31 mai | 15:00 | Brasil               | 3–0    | Japão                | 25–15 | 25–19 | 25–21 | –     | –     | 75–55   | Relatório |
| 31 mai | 16:05 | Canadá               | 2–3    | Turquia              | 23–25 | 25–19 | 25–22 | 23–25 | 12–15 | 108–106 | Relatório |
| 31 mai | 18:00 | Coreia do Sul        | 0–3    | Polônia              | 15–25 | 20–25 | 22–25 | –     | –     | 57–75   | Relatório |
| 31 mai | 19:30 | Sérvia               | 0–3    | Estados Unidos       | 20–25 | 16–25 | 12–25 | –     | –     | 48–75   | Relatório |
| 31 mai | 21:00 | Rússia               | 3–0    | Itália               | 26–24 | 25–23 | 27–25 | –     | –     | 78–72   | Relatório |
| 1 jun  | 10:00 | Turquia              | 3–0    | Alemanha             | 25–20 | 25–20 | 25–22 | –     | –     | 75–62   | Relatório |
| 1 jun  | 12:00 | República Dominicana | 3–0    | Coreia do Sul        | 25–23 | 28–26 | 25–18 | –     | –     | 78–67   | Relatório |
| 1 jun  | 13:00 | Bélgica              | 3–2    | Polônia              | 25–15 | 17–25 | 25–19 | 22–25 | 15–12 | 104–96  | Relatório |
| 1 jun  | 15:00 | Sérvia               | 3–0    | Tailândia            | 25–19 | 25–23 | 25–23 | –     | –     | 75–65   | Relatório |
| 1 jun  | 16:00 | China                | 2–3    | Canadá               | 22–25 | 25–21 | 17–25 | 25–15 | 12–15 | 101–101 | Relatório |
| 1 jun  | 18:00 | Estados Unidos       | 3–0    | Países Baixos        | 25–22 | 25–15 | 25–18 | –     | –     | 75–55   | Relatório |
| 1 jun  | 19:05 | Itália               | 2–3    | Japão                | 25–27 | 19–25 | 25–16 | 25–21 | 13–15 | 107–104 | Relatório |
| 1 jun  | 21:00 | Brasil               | 3–0    | Rússia               | 25–20 | 25–11 | 25–18 | –     | –     | 75–49   | Relatório |
| 2 jun  | 10:00 | Bélgica              | 3–2    | Coreia do Sul        | 23–25 | 25–23 | 25–16 | 19–25 | 15–12 | 107–101 | Relatório |
| 2 jun  | 12:00 | Tailândia            | 0–3    | Estados Unidos       | 17–25 | 14–25 | 16–25 | –     | –     | 47–75   | Relatório |
| 2 jun  | 13:10 | Alemanha             | 0–3    | Canadá               | 28–30 | 25–27 | 14–25 | –     | –     | 67–82   | Relatório |
| 2 jun  | 15:00 | Japão                | 3–0    | Rússia               | 25–20 | 25–21 | 25–21 | –     | –     | 75–62   | Relatório |
| 2 jun  | 16:00 | China                | 0–3    | Turquia              | 15–25 | 23–25 | 21–25 | –     | –     | 59–75   | Relatório |
| 2 jun  | 18:00 | Polônia              | 1–3    | República Dominicana | 25–22 | 22–25 | 26–28 | 21–25 | –     | 94–100  | Relatório |
| 2 jun  | 19:30 | Países Baixos        | 3–1    | Sérvia               | 25–22 | 25–16 | 18–25 | 25–21 | –     | 93–84   | Relatório |
| 2 jun  | 21:00 | Brasil               | 3–1    | Itália               | 19–25 | 25–15 | 25–19 | 25–19 | –     | 94–78   | Relatório |

### Semana 3
| Data  | Hora  |                      | Placar |                      | Set 1 | Set 2 | Set 3 | Set 4 | Set 5 | Total   | Relatório |
| ----- | ----- | -------------------- | ------ | -------------------- | ----- | ----- | ----- | ----- | ----- | ------- | --------- |
| 6 jun | 10:00 | China                | 2–3    | Bélgica              | 25–17 | 25–27 | 25–23 | 21–25 | 8–15  | 104–107 | Relatório |
| 6 jun | 12:00 | Japão                | 0–3    | Países Baixos        | 22–25 | 20–25 | 23–25 | –     | –     | 65–75   | Relatório |
| 6 jun | 13:15 | Turquia              | 3–1    | Tailândia            | 23–25 | 25–12 | 25–20 | 25–9  | –     | 98–66   | Relatório |
| 6 jun | 15:00 | República Dominicana | 2–3    | Rússia               | 18–25 | 25–21 | 20–25 | 25–22 | 8–15  | 96–108  | Relatório |
| 6 jun | 16:00 | Brasil               | 3–0    | Sérvia               | 25–12 | 25–14 | 25–13 | –     | –     | 75–39   | Relatório |
| 6 jun | 18:15 | Canadá               | 2–3    | Polônia              | 25–22 | 25–21 | 21–25 | 17–25 | 7–15  | 95–108  | Relatório |
| 6 jun | 19:00 | Itália               | 3–1    | Coreia do Sul        | 27–25 | 23–25 | 25–22 | 25–20 | –     | 100–92  | Relatório |
| 6 jun | 21:15 | Alemanha             | 0–3    | Estados Unidos       | 23–25 | 13–25 | 13–25 | –     | –     | 49–75   | Relatório |
| 7 jun | 10:00 | Rússia               | 3–1    | Tailândia            | 25–14 | 18–25 | 25–14 | 25–20 | –     | 93–73   | Relatório |
| 7 jun | 12:00 | Turquia              | 1–3    | República Dominicana | 22–25 | 21–25 | 25–23 | 17–25 | –     | 85–98   | Relatório |
| 7 jun | 13:00 | Canadá               | 0–3    | Japão                | 16–25 | 15–25 | 15–25 | –     | –     | 46–75   | Relatório |
| 7 jun | 15:00 | China                | 1–3    | Sérvia               | 22–25 | 18–25 | 25–19 | 22–25 | –     | 87–94   | Relatório |
| 7 jun | 16:00 | Coreia do Sul        | 0–3    | Estados Unidos       | 16–25 | 12–25 | 15–25 | –     | –     | 43–75   | Relatório |
| 7 jun | 18:00 | Polônia              | 2–3    | Países Baixos        | 25–21 | 23–25 | 25–22 | 21–25 | 9–15  | 103–108 | Relatório |
| 7 jun | 19:00 | Alemanha             | 0–3    | Itália               | 21–25 | 19–25 | 11–25 | –     | –     | 51–75   | Relatório |
| 7 jun | 21:05 | Bélgica              | 0–3    | Brasil               | 18–25 | 16–25 | 17–25 | –     | –     | 51–75   | Relatório |
| 8 jun | 10:00 | Tailândia            | 0–3    | República Dominicana | 16–25 | 17–25 | 23–25 | –     | –     | 56–75   | Relatório |
| 8 jun | 12:00 | Turquia              | 3–2    | Rússia               | 25–22 | 22–25 | 25–18 | 18–25 | 15–7  | 105–97  | Relatório |
| 8 jun | 13:00 | Canadá               | 0–3    | Países Baixos        | 19–25 | 12–25 | 21–25 | –     | –     | 52–75   | Relatório |
| 8 jun | 15:10 | Japão                | 3–2    | Polônia              | 22–25 | 22–25 | 25–22 | 25–23 | 16–14 | 110–109 | Relatório |
| 8 jun | 16:00 | China                | 3–2    | Brasil               | 18–25 | 25–22 | 25–20 | 14–25 | 15–12 | 97–104  | Relatório |
| 8 jun | 18:15 | Alemanha             | 3–0    | Coreia do Sul        | 25–12 | 25–21 | 25–22 | –     | –     | 75–55   | Relatório |
| 8 jun | 19:30 | Bélgica              | 3–2    | Sérvia               | 23–25 | 26–24 | 25–21 | 23–25 | 15–10 | 112–105 | Relatório |
| 8 jun | 21:00 | Itália               | 1–3    | Estados Unidos       | 18–25 | 21–25 | 25–20 | 16–25 | –     | 80–95   | Relatório |

### Semana 4
| Data   | Hora  |                      | Placar |                      | Set 1 | Set 2 | Set 3 | Set 4 | Set 5 | Total   | Relatório |
| ------ | ----- | -------------------- | ------ | -------------------- | ----- | ----- | ----- | ----- | ----- | ------- | --------- |
| 12 jun | 10:00 | Rússia               | 3–0    | Coreia do Sul        | 25–23 | 25–17 | 25–17 | –     | –     | 75–57   | Relatório |
| 12 jun | 12:00 | Tailândia            | 3–1    | Alemanha             | 24–26 | 25–21 | 25–21 | 25–16 | –     | 99–84   | Relatório |
| 12 jun | 13:00 | Japão                | 3–1    | Turquia              | 25–17 | 25–20 | 17–25 | 25–19 | –     | 92–81   | Relatório |
| 12 jun | 15:00 | Estados Unidos       | 3–0    | Bélgica              | 25–9  | 26–24 | 25–20 | –     | –     | 76–53   | Relatório |
| 12 jun | 16:00 | China                | 3–0    | Países Baixos        | 25–12 | 25–18 | 33–31 | –     | –     | 83–61   | Relatório |
| 12 jun | 18:00 | Canadá               | 3–1    | Sérvia               | 25–21 | 22–25 | 25–21 | 25–18 | –     | 97–85   | Relatório |
| 12 jun | 19:00 | República Dominicana | 3–1    | Itália               | 25–21 | 25–19 | 22–25 | 26–24 | –     | 98–89   | Relatório |
| 12 jun | 21:00 | Polônia              | 0–3    | Brasil               | 22–25 | 20–25 | 23–25 | –     | –     | 65–75   | Relatório |
| 13 jun | 10:00 | Turquia              | 3–0    | Bélgica              | 25–20 | 25–17 | 25–19 | –     | –     | 75–56   | Relatório |
| 13 jun | 12:00 | Estados Unidos       | 3–0    | Japão                | 25–23 | 26–24 | 25–20 | –     | –     | 76–67   | Relatório |
| 13 jun | 13:30 | Itália               | 2–3    | Países Baixos        | 21–25 | 28–26 | 25–20 | 21–25 | 10–15 | 105–111 | Relatório |
| 13 jun | 15:00 | República Dominicana | 1–3    | China                | 14–25 | 20–25 | 25–19 | 22–25 | –     | 81–94   | Relatório |
| 13 jun | 16:35 | Rússia               | 3–0    | Canadá               | 25–15 | 25–12 | 25–14 | –     | –     | 75–41   | Relatório |
| 13 jun | 18:00 | Coreia do Sul        | 3–1    | Sérvia               | 25–13 | 23–25 | 25–13 | 25–23 | –     | 98–74   | Relatório |
| 13 jun | 19:30 | Tailândia            | 0–3    | Polônia              | 23–25 | 15–25 | 20–25 | –     | –     | 58–75   | Relatório |
| 13 jun | 21:00 | Alemanha             | 1–3    | Brasil               | 25–22 | 17–25 | 21–25 | 22–25 | –     | 85–97   | Relatório |
| 14 jun | 10:00 | Bélgica              | 1–3    | Japão                | 25–23 | 22–25 | 21–25 | 21–25 | –     | 89–98   | Relatório |
| 14 jun | 12:00 | Rússia               | 3–0    | Sérvia               | 25–8  | 25–17 | 25–23 | –     | –     | 75–48   | Relatório |
| 14 jun | 13:00 | Países Baixos        | 1–3    | República Dominicana | 23–25 | 25–23 | 28–30 | 22–25 | –     | 98–103  | Relatório |
| 14 jun | 15:00 | Alemanha             | 3–0    | Polônia              | 25–23 | 25–20 | 25–23 | –     | –     | 75–66   | Relatório |
| 14 jun | 16:05 | China                | 3–0    | Itália               | 25–19 | 25–11 | 25–19 | –     | –     | 75–49   | Relatório |
| 14 jun | 18:00 | Coreia do Sul        | 3–2    | Canadá               | 15–25 | 25–18 | 27–29 | 25–20 | 21–19 | 113–111 | Relatório |
| 14 jun | 19:30 | Brasil               | 3–0    | Tailândia            | 25–11 | 25–14 | 25–10 | –     | –     | 75–35   | Relatório |
| 14 jun | 21:15 | Estados Unidos       | 3–1    | Turquia              | 25–21 | 23–25 | 25–15 | 25–14 | –     | 98–75   | Relatório |

### Semana 5
| Data   | Hora  |                      | Placar |                      | Set 1 | Set 2 | Set 3 | Set 4 | Set 5 | Total   | Relatório |
| ------ | ----- | -------------------- | ------ | -------------------- | ----- | ----- | ----- | ----- | ----- | ------- | --------- |
| 18 jun | 10:00 | Alemanha             | 3–0    | Sérvia               | 25–23 | 25–16 | 25–21 | –     | –     | 75–60   | Relatório |
| 18 jun | 12:00 | Japão                | 3–2    | República Dominicana | 18–25 | 24–26 | 25–22 | 25–15 | 15–11 | 107–99  | Relatório |
| 18 jun | 13:00 | Tailândia            | 1–3    | Bélgica              | 23–25 | 24–26 | 25–23 | 15–25 | –     | 87–99   | Relatório |
| 18 jun | 15:10 | Coreia do Sul        | 0–3    | Brasil               | 18–25 | 23–25 | 18–25 | –     | –     | 59–75   | Relatório |
| 18 jun | 16:00 | China                | 3–0    | Rússia               | 25–18 | 25–23 | 25–16 | –     | –     | 75–57   | Relatório |
| 18 jun | 18:00 | Polônia              | 0–3    | Estados Unidos       | 27–29 | 27–29 | 14–25 | –     | –     | 68–83   | Relatório |
| 18 jun | 19:00 | Canadá               | 0–3    | Itália               | 18–25 | 20–25 | 20–25 | –     | –     | 58–75   | Relatório |
| 18 jun | 21:00 | Turquia              | 3–0    | Países Baixos        | 27–25 | 25–20 | 25–20 | –     | –     | 77–65   | Relatório |
| 19 jun | 10:00 | República Dominicana | 3–0    | Sérvia               | 25–14 | 25–20 | 25–18 | –     | –     | 75–52   | Relatório |
| 19 jun | 12:00 | Estados Unidos       | 3–1    | Rússia               | 25–21 | 25–27 | 25–23 | 25–15 | –     | 100–86  | Relatório |
| 19 jun | 13:00 | Japão                | 3–1    | Alemanha             | 25–23 | 19–25 | 26–24 | 25–15 | –     | 95–87   | Relatório |
| 19 jun | 15:00 | Tailândia            | 3–0    | Canadá               | 25–16 | 25–17 | 25–17 | –     | –     | 75–50   | Relatório |
| 19 jun | 16:00 | China                | 3–0    | Polônia              | 26–24 | 25–22 | 25–16 | –     | –     | 76–62   | Relatório |
| 19 jun | 18:00 | Coreia do Sul        | 1–3    | Turquia              | 23–25 | 25–20 | 17–25 | 18–25 | –     | 83–95   | Relatório |
| 19 jun | 19:30 | Brasil               | 3–0    | Países Baixos        | 25–19 | 25–19 | 25–20 | –     | –     | 75–58   | Relatório |
| 19 jun | 21:00 | Bélgica              | 3–2    | Itália               | 25–17 | 20–25 | 22–25 | 25–17 | 15–10 | 107–94  | Relatório |
| 20 jun | 10:00 | República Dominicana | 3–2    | Alemanha             | 25–21 | 25–22 | 14–25 | 25–27 | 15–9  | 104–104 | Relatório |
| 20 jun | 12:00 | China                | 3–0    | Estados Unidos       | 25–10 | 25–20 | 25–17 | –     | –     | 75–47   | Relatório |
| 20 jun | 13:20 | Tailândia            | 1–3    | Itália               | 35–33 | 21–25 | 25–27 | 20–25 | –     | 101–110 | Relatório |
| 20 jun | 15:00 | Japão                | 3–0    | Sérvia               | 25–12 | 25–22 | 25–15 | –     | –     | 75–49   | Relatório |
| 20 jun | 16:30 | Rússia               | 2–3    | Polônia              | 17–25 | 25–20 | 16–25 | 25–22 | 7–15  | 90–107  | Relatório |
| 20 jun | 18:00 | Coreia do Sul        | 2–3    | Países Baixos        | 20–25 | 25–23 | 18–25 | 25–22 | 12–15 | 100–110 | Relatório |
| 20 jun | 19:30 | Bélgica              | 3–0    | Canadá               | 26–24 | 25–17 | 25–17 | –     | –     | 76–58   | Relatório |
| 20 jun | 21:15 | Brasil               | 3–1    | Turquia              | 25–18 | 25–16 | 25–27 | 25–15 | –     | 100–76  | Relatório |

## Fase final
- As partidas seguem o horário local (UTC+2).

### Final
|  | Semifinais     | Semifinais     |                |   | Final | Final |
|  |                |                |                |   |       |       |
|  | 24 de junho    |                |                |   |       |       |
|  |                |                |                |   |       |       |
|  | Brasil         | 3              |                |   |       |       |
|  | Brasil         | 3              | 25 de junho    |   |       |       |
|  | Japão          | 1              |                |   |       |       |
|  | Japão          | 1              | Brasil         | 1 |       |       |
|  | 24 de junho    |                | Brasil         | 1 |       |       |
|  |                | Estados Unidos | 3              |   |       |       |
|  | Estados Unidos | Estados Unidos | 3              | 3 |       |       |
|  | Estados Unidos |                |                | 3 |       |       |
|  | Turquia        | 0              |                |   |       |       |
|  | Turquia        | 0              | Terceiro lugar |   |       |       |
|  |                |                |                |   |       |       |
|  | 25 de junho    |                |                |   |       |       |
|  |                |                |                |   |       |       |
|  | Japão          | 0              |                |   |       |       |
|  | Japão          | 0              |                |   |       |       |
|  | Turquia        | 3              |                |   |       |       |

Semifinais
| Data   | Hora  |                | Placar |         | Set 1 | Set 2 | Set 3 | Set 4 | Set 5 | Total  | Relatório |
| ------ | ----- | -------------- | ------ | ------- | ----- | ----- | ----- | ----- | ----- | ------ | --------- |
| 24 jun | 16:00 | Brasil         | 3–1    | Japão   | 25–15 | 25–23 | 29–31 | 25–16 | –     | 104–85 | Relatório |
| 24 jun | 19:30 | Estados Unidos | 3–0    | Turquia | 25–21 | 25–23 | 25–20 | –     | –     | 75–64  | Relatório |

Terceiro lugar
| Data   | Hora  |       | Placar |         | Set 1 | Set 2 | Set 3 | Set 4 | Set 5 | Total | Relatório |
| ------ | ----- | ----- | ------ | ------- | ----- | ----- | ----- | ----- | ----- | ----- | --------- |
| 25 jun | 16:00 | Japão | 0–3    | Turquia | 19–25 | 16–25 | 17–25 | –     | –     | 52–75 | Relatório |

Final
| Data   | Hora  |        | Placar |                | Set 1 | Set 2 | Set 3 | Set 4 | Set 5 | Total  | Relatório |
| ------ | ----- | ------ | ------ | -------------- | ----- | ----- | ----- | ----- | ----- | ------ | --------- |
| 25 jun | 19:30 | Brasil | 1–3    | Estados Unidos | 28–26 | 23–25 | 23–25 | 21–25 | –     | 95–101 | Relatório |

## Classificação final
| Campeão | Vice-campeão | Terceiro lugar |
| Estados Unidos Micha Hancock · Jordyn Poulter · Kathryn Plummer · Justine Wong-Orantes · TeTori Dixon · Lauren Carlini · Hannah Tapp · Jordan Larson · Andrea Drews · Jordan Thompson · Sarah Wilhite · Michelle Bartsch-Hackley · Kimberly Hill · Foluke Akinradewo · Megan Courtney · Haleigh Washington · Kelsey Robinson · Chiaka Ogbogu | Brasil Carol Gattaz · Dani Lins · Adenízia da Silva · Nyeme Costa · Rosamaria Montibeller · Macris Carneiro · Roberta Ratzke · Gabriela Guimarães · Tandara Caixeta · Natália Pereira · Sheilla Castro · Ana Carolina da Silva · Fernanda Garay · Ana Cristina de Souza · Camila Brait · Ana Beatriz Correa · Lorenne Teixeira · Mayany de Souza | Turquia Simge Şebnem Aköz · Cansu Özbay · Tuğba Şenoğlu · Şeyma Ercan · Kübra Çalışkan · Hande Baladın · Meliha İsmailoğlu · Buse Ünal · Meryem Boz · Eda Erdem Dündar · Saliha Şahin · Zehra Güneş · Aslı Kalaç · Derya Cebecioğlu · İlkin Aydın · Ebrar Karakurt |

| 4  | Japão                |
| 5  | China                |
| 6  | República Dominicana |
| 7  | Países Baixos        |
| 8  | Rússia               |
| 9  | Bélgica              |
| 10 | Alemanha             |
| 11 | Polônia              |
| 12 | Itália               |
| 13 | Sérvia               |
| 14 | Canadá               |
| 15 | Coreia do Sul        |
| 16 | Tailândia            |

## Prêmios individuais
A seleção do campeonato foi composta pelas seguintes jogadoras:
- MVP (Most Valuable Player):  Michelle Bartsch-Hackley